# پتریا توماس
پتریا توماس (به انگلیسی: Petria Thomas) ورزشکار زن رشتهٔ شنا اهل کشور استرالیا است. وی در بین سال‌های ‎۱۹۹۶ تا ۲۰۰۴ میلادی در مسابقات بازی‌های المپیک تابستانی در مجموع ۸ مدال، شامل ۳ مدال طلا و ۴ نقره و ۱ برنز را کسب کرد.